# Sankt Gallen Bears 2024
Questa voce raccoglie le informazioni riguardanti i Sankt Gallen Bears nelle competizioni ufficiali della stagione 2024.

## Lega Nazionale A 2024

### Stagione regolare
| Thun 6 aprile 2024, ore 18:00 3ª giornata | Thun Tigers | 10 – 14 referto | Sankt Gallen Bears | Stadion Lachen\| Arbitro: \| Strähl \| |
| Arbitro:                                  | Strähl      |                 |                    |                                        |

| San Gallo 20 aprile 2024, ore 18:00 5ª giornata | Sankt Gallen Bears | 14 – 10 referto | Geneva Seahawks | Leichtathletikanlage Neudorf\| Arbitro: \| Herrmann \| |
| Arbitro:                                        | Herrmann           |                 |                 |                                                        |

| San Gallo 27 aprile 2024, ore 18:00 6ª giornata | Sankt Gallen Bears | 35 – 22 referto | Winterthur Warriors | Leichtathletikanlage Neudorf\| Arbitro: \| Herrmann \| |
| Arbitro:                                        | Herrmann           |                 |                     |                                                        |

| San Gallo 4 maggio 2024, ore 18:00 7ª giornata | Sankt Gallen Bears | 15 – 20 referto | Calanda Broncos | Leichtathletikanlage Neudorf\| Arbitro: \| Böni \| |
| Arbitro:                                       | Böni               |                 |                 |                                                    |

| Coira 18 maggio 2024, ore 18:00 9ª giornata | Calanda Broncos | 48 – 20 referto | Sankt Gallen Bears | Obere Au\| Arbitro: \| Herrmann \| |
| Arbitro:                                    | Herrmann        |                 |                    |                                    |

| Winterthur 25 maggio 2024, ore 18:00 10ª giornata | Winterthur Warriors | 7 – 26 referto | Sankt Gallen Bears | Sportplatz Deutweg\| Arbitro: \| Herrmann \| |
| Arbitro:                                          | Herrmann            |                |                    |                                              |

| Berna 2 giugno 2024, ore 14:30 11ª giornata | Bern Grizzlies | 14 – 42 referto | Sankt Gallen Bears | Stadio di atletica leggera Wankdorf\| Arbitro: \| Böni \| |
| Arbitro:                                    | Böni           |                 |                    |                                                           |

| San Gallo 8 giugno 2024, ore 18:00 12ª giornata | Sankt Gallen Bears | 31 – 34 referto | Zürich Renegades | Leichtathletikanlage Neudorf\| Arbitro: \| Urben \| |
| Arbitro:                                        | Urben              |                 |                  |                                                     |

| San Gallo 15 giugno 2024, ore 18:00 13ª giornata | Sankt Gallen Bears | 35 – 56 referto | Gladiators Beider Basel | Leichtathletikanlage Neudorf\| Arbitro: \| Gerber \| |
| Arbitro:                                         | Gerber             |                 |                         |                                                      |

| Witikon 23 giugno 2024, ore 14:00 14ª giornata | Zürich Renegades | 34 – 19 referto | Sankt Gallen Bears | Sportplatz Looren\| Arbitro: \| Urben \| |
| Arbitro:                                       | Urben            |                 |                    |                                          |

#### Playoff
| Coira 6 luglio 2024, ore 15:00 Semifinale | Calanda Broncos | 54 – 14 referto | Sankt Gallen Bears | Obere Au\| Arbitro: \| Waser \| |
| Arbitro:                                  | Waser           |                 |                    |                                 |

## Statistiche di squadra
| Competizione      | %Vittorie | In casa | In casa | In casa | In casa | In casa | In casa | In trasferta | In trasferta | In trasferta | In trasferta | In trasferta | In trasferta | Totale | Totale | Totale | Totale | Totale | Totale |
| Competizione      | %Vittorie | G       | V       | N       | P       | Pf      | Ps      | G            | V            | N            | P            | Pf           | Ps           | G      | V      | N      | P      | Pf     | Ps     |
| ----------------- | --------- | ------- | ------- | ------- | ------- | ------- | ------- | ------------ | ------------ | ------------ | ------------ | ------------ | ------------ | ------ | ------ | ------ | ------ | ------ | ------ |
| Stagione regolare | .500      | 5       | 2       | 0       | 3       | 130     | 142     | 5            | 3            | 0            | 2            | 121          | 113          | 10     | 5      | 0      | 5      | 251    | 255    |
| Playoff           | .000      | 0       | 0       | 0       | 0       | 0       | 0       | 1            | 0            | 0            | 1            | 14           | 54           | 1      | 0      | 0      | 1      | 14     | 54     |
| Totale            | .455      | 5       | 2       | 0       | 3       | 130     | 142     | 6            | 3            | 0            | 3            | 135          | 167          | 11     | 5      | 0      | 6      | 265    | 309    |